# Mielopatía
Una mielopatía es una afección crónica de la médula espinal (generalmente se usa el término cuando la afección no es causada por inflamación o traumatismo aunque existen excepciones). Se puede considerar como un conjunto bien definido de síntomas que afectan específicamente a la médula espinal (sean cuales sean) que pueden ser causados por diversos factores.

## Causas
Las mielopatías pueden deberse a tóxicos, infecciones, enfermedades genéticas o deficiencia de ciertos nutrientes o vitaminas (por ejemplo la vitamina B12).

## Enfermedades relacionadas
Algunas mielopatías pueden estar relacionadas con otras enfermedades con sintomatologías más amplias, algunas de las cuales son:
- Síndrome de Guillain-Barré
- Esclerosis múltiple (También llamada mielopatía desmielinizante)
- VIH

## Clasificación
Las mielopatías pueden aparecer en diversas formas y por diferentes causas, algunas de las diferentes formas de mielopatía son:
- Mielopatía cervical espondilótica[5] ( También llamada espondilosis )
- Mielopatía desmielinizante
- Mielopatía paraneoplásica
- Mielopatías tóxicas
- Mielopatía sifilítica[6] ( Causada por la sífilis )
- Mielopatía vascular